# Papilio sjostedti
Papilio sjostedti е вид насекомо от семейство Лястовичи опашки (Papilionidae).

## Разпространение
Видът е разпространен в Танзания.